# 拟步行虫科
拟步行虫科（學名：Tenebrionidae），又称拟步甲科，为鞘翅目拟步总科下的一科。它是鞘翅目下的一個大科，下含超過20,000個物種，分佈於全世界。

## 分類

### 語源
本科的學名的意思是“似Tenebrio的”，而Tenebrio則是卡尔·林奈在第10版《自然系統》中給出的一個甲蟲屬名，意思是“尋找黑暗之處者” (or figuratively a trickster); an English language analogy is "darkling".
有不少本科物種確實棲息於黑暗之處，但也有不少的屬的成員（例如：Stenocara及 Onymacris）是日間活躍但晚上不活躍的。

## 亞科
本科成員的形態涵蓋一個很廣闊的範圍，使牠們的分類不容易。2021年，Bouchard及Bousquet等人依從2005年的舊有分類，重新把本科成員再細分為11個亞科：
- Alleculinae（英语：Alleculinae） Laporte, 1840
- Blaptinae（英语：Blaptinae） Leach, 1815
- Diaperinae（英语：Diaperinae） Latreille, 1802
- Kuhitangiinae（英语：Kuhitangiinae） G.S. Medvedev, 1962
- Lagriinae（英语：Lagriinae） Latreille, 1825
- Nilioninae（英语：Nilioninae） Oken, 1843
- Phrenapatinae（英语：Phrenapatinae） Solier, 1834
- Pimeliinae（英语：Pimeliinae） Latreille, 1802
- 窄甲蟲亞科（英语：Stenochiinae） Stenochiinae（英语：Stenochiinae） Kirby, 1837
- 拟步行虫亚科（英语：Tenebrioninae） Tenebrioninae（英语：Tenebrioninae） Latreille, 1802
- Zolodininae（英语：Zolodininae） Watt, 1975

## 外部連結
- 維基物種上的相關：Darkling beetle
- Tenebrionidae.net- information and pictures about darkling beetles （页面存档备份，存于）
- Alphitobius diaperinus, lesser mealworm. （页面存档备份，存于） University of Florida IFAS
- Leichenum canaliculatum variegatum, Madagascar beetle （页面存档备份，存于） University of Florida IFAS